# سرزمین موعود
سرزمین موعود یا ارض موعود (به عبری: הארץ המובטחת) (به عربی: الارض المیعاد) ناحیه‌ای تاریخی در شرق دریای مدیترانه است. این سرزمین بنا به اعتقاد یهودیان و چنان‌که از کتب دینی آنان برمی‌آید، نقشی سرنوشت ساز در زندگی و اعتقاد قوم اسرائیل داشته است. ابراهیم به قصد رسیدن به این سرزمین که خداوند آن را موعود خویش قرار داده، زادگاه خود را ترک کرد. همچنین سرزمین اسرائیل بهشتی برای آنان که از بردگی مصریان نجات یافته و به قصد آن عزیمت نموده‌اند و امیدی برای تبعیدیان در بابل توصیف شده است. از واژه سرزمین مقدس یا سرزمین موعود به غیر از عهد عتیق و عهد جدید، در قرآن نیز به کرات استفاده شده است. مسیحیان نیز این سرزمین را مقدس می‌خوانند، و گفته می‌شود منظور آنان یادآوری روزگاری است که عیسی در آنجا می‌زیسته است.
واژهٔ ارض موعود پس از جنگ شش‌روزه ۱۹۶۷ بار سیاسی یافت و برای توجیه سیاست‌های احزاب دست راستی اسرائیل، خاصه حزب لیکود، به‌کار رفت.

## حدود سرزمین موعود
در تورات حدود سرزمین موعود که در آن زمان به بنی‌اسرائیل بخشیده شده چنین ذکر شده است:
«خداوند موسی را خطاب کرده، گفت: (۲) بنی‌اسرائیل را امر فرموده، به ایشان بگو: چون شما به زمین کنعان داخل شوید، این است زمینی که به شما به ملکیت خواهد رسید، یعنی زمین کنعان با حدودش. (۳) آنگاه حد جنوبی شما از بیابان سینا بر جانب ادوم خواهد بود، و سرحد جنوبی شما از آخر بحرالملح به طرف مشرق خواهد بود. (۴) و حد شما از جانب جنوب گردنه عَقْرَبیّم دور خواهد زد و به سوی سینا خواهد گذشت، و انتهای آن به طرف جنوب قادش‌برنیع خواهد بود، و نزد حَصَراَدّار بیرون رفته، تا عَصمون خواهد گذشت. (۵) و این حد از عصمون تا وادی مصر دور زده، انتهایش نزد دریا خواهد بود.»
این مرزها چیزی در حدود اسراییل فعلی بعلاوه لبنان، کرانه باختری، نوار غزه، قسمت اعظم سوریه، اردن و مصر تا نیل است. ماجرای فتح کنعان به دست بنی‌اسرائیل و به رهبری یوشع بن نون که به پیروزی آنان بر ساکنان کنعان منجر شد در کتاب یوشع ذکر شده است.